# 花と怒濤
『花と怒涛』（はなとどとう）は、1964年2月8日に公開された日活制作の大正時代の浅草を舞台にした任侠映画で、監督は鈴木清順。

## 配役
- 小林旭: 尾形菊治
- 松原智恵子: おしげ
- 山内明: 村田卯三郎
- 川地民夫: 吉村健二
- 深江章喜: 桜田巌
- 嵯峨善兵: 桑島辰次郎
- 宮部昭夫: 井沢丑之輔
- 高品格: 居酒屋のおやじ
- 三崎千恵子: 芸者
- 山本陽子: 芸者
- 久保菜穂子: 万竜
- 玉川伊佐男: 刑事
- 滝沢修: 重山音蔵

## スタッフ
- 監督 ： 鈴木清順
- 脚本 ： 阿部桂一、 木村威夫
- 企画 ： 柳川武夫
- 音楽 ： 奥村一
- 美術 :  木村威夫
- 編集 :  鈴木晃
- 撮影 : 永塚一栄
- 主題歌 : 「花と怒涛」 : 小林旭

## 楽曲
上記映画公開と同時期に、同名主題歌『花と怒涛』（はなとどとう）のシングル盤が発売された（日本コロムビア、規格品番：SAS-215）。

### 収録曲
1. 花と怒涛（3分48秒）
作詞：杉野まもる、作曲：古賀政男、編曲：佐伯亮
2. 男一筋（3分37秒）
作詞：滝田順、作曲：古賀政男、編曲：佐伯亮